# پلیس عراق

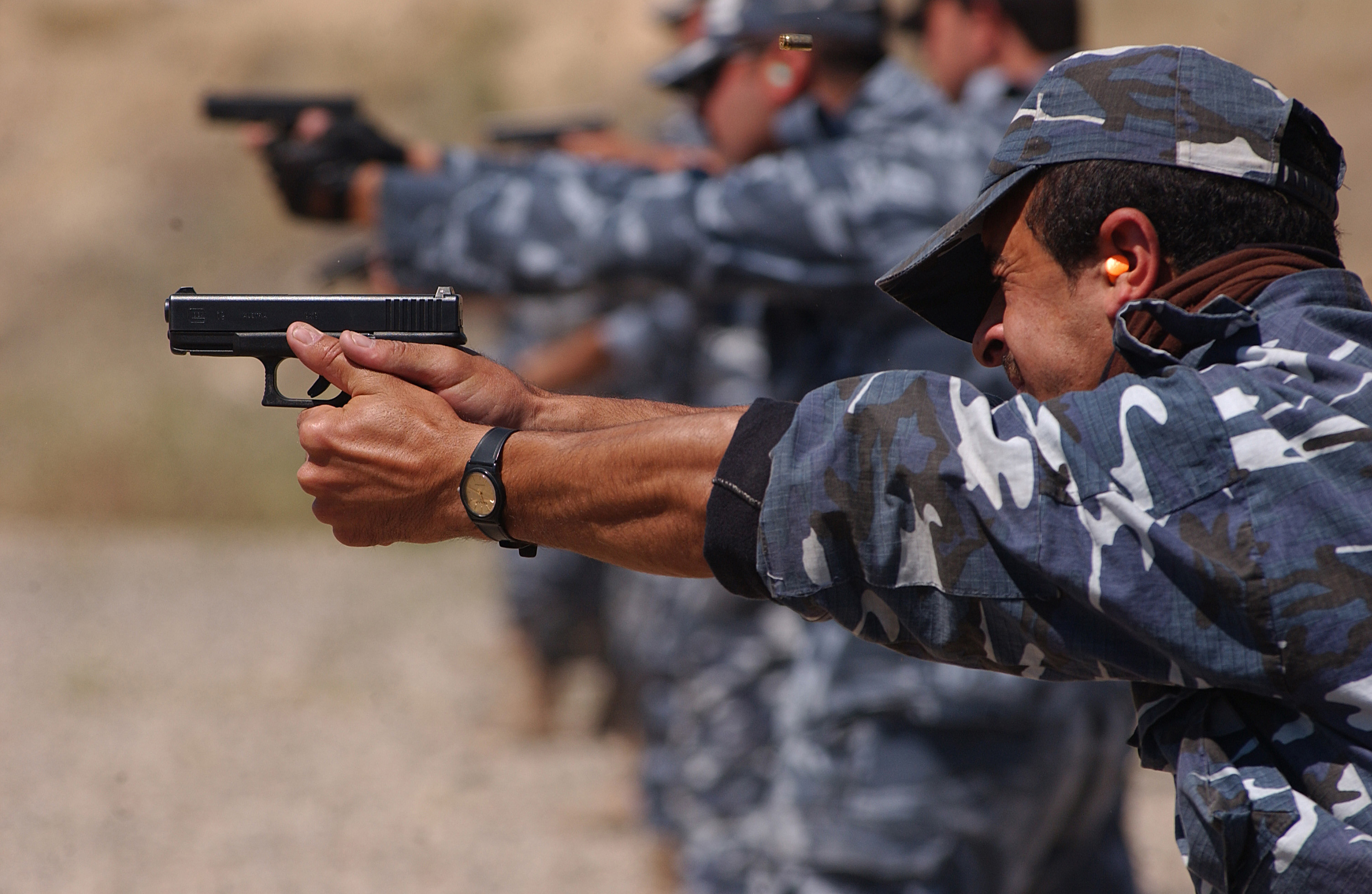
نمایی از چند مأمور پلیسی عراق در حال تمرین تیراندازی - ۲۰۰۷

پلیس عراق (به عربی: الشرطة العراقية)، نیروی رسمی است که وظیفه حفظ نظم و انضباط مدنی در عراق را بر عهده دارد. این سازمان پس از حمله ائتلاف بین‌المللی به رهبری ایالات متحده به عراق در سال ۲۰۰۳ توسط دولت موقت این کشور و تحت نظر وزارت کشور پی‌ریزی شد. فرماندهی این نیرو هم‌اکنون برعهده سپهبد رائد شاکر جودت می‌باشد.

## تاریخچه
نیروهای پلیس کنونی عراق دارای پیوندهایی با نیروهای امنیتی زمان رژیم پیشین یعنی دولت صدام حسین، دیکتاتور این کشور می‌باشد. نیروهای پیشین به عنوان نیروهایی حرفه‌ای کم‌تر در سرکوب مخالفان به کار گرفته می‌شدند به همین جهت پس از حمله خارجی انسجام خود را حفظ کرد و به عنوان ابزاری مفید مورد استفاده قرار گرفت.
با این حال که دولت جدید عراق قصد داشت بنیان جدیدی برای یک پلیس نوین بریزد اما ناآرامی‌های مدنی و تشنج‌های سیاسی این امر را میسر نکرد. از این رو با تعلیم نیروهای آمریکایی دولت اجباراً با پرداخت مقرری اضطراری رو به استفاده از نیروهای پیشین آورد.
این مشکلات در شمال یعنی ناحیه کردستان عراق پیش نیامد و نیروهای امنیتی بدون وجود خللی تحت نظارت ژنرال پترائوس متشکل از نیروهای پلیس سابق سازمان یافته و تعلیم دیدند.
در همین زمان تلاش دولت موقت برای پاکسازی نیروهای امنیتی از عناصر بعثی ادامه داشت به گونه‌ای که در یک مورد با دخالت آمریکایی‌ها پیش از هفت هزار نفر از نیروهای پلیس سابق در عراق از سمت خود عزل شدند. این اقدامات با تعلیم بیش از ۴ هزار نفر در چهار ماه آینده دنبال شد. در این موقعیت نیز سربازگیری بیشتر از بین نیروهای سابق انجام می‌گرفت. به این ترتیب در پایان سال ۲۰۰۳ توان نیروهای پلیس عراق به عددی بالغ بر ۵۰ هزار نفر رسید.